# Linnaemya perinealis
Linnaemya perinealis är en tvåvingeart som beskrevs av Pandelle 1895. Linnaemya perinealis ingår i släktet Linnaemya och familjen parasitflugor. Arten har ej påträffats i Sverige. Inga underarter finns listade i Catalogue of Life.